# Eurostat

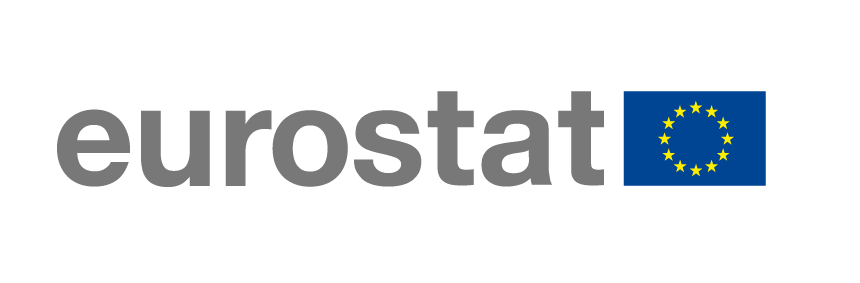
Eurostats logotyp

Eurostat är ett generaldirektorat inom Europeiska kommissionen med uppgift att sammanställa och redovisa officiell statistik för Europeiska unionen och dess medlemsstater.
Eurostat har en relativt liten organisation eftersom huvuddelen av all statistik samlas in från de nationella statistikmyndigheterna. Statistiken utgör underlag för bland annat ekonomiska och politiska beslut inom unionens institutioner, organ och byråer.
Eurostats verksamhet regleras huvudsakligen av en förordning, som utfärdats av Europaparlamentet och Europeiska unionens råd. I likhet med övriga generaldirektorat leds Eurostats verksamhet av en generaldirektör. Den nuvarande generaldirektören är Mariana Kotzeva. Till skillnad från stora delar av övriga kommissionen har Eurostat sitt säte i Luxemburg och inte i Bryssel, Belgien.

## Generaldirektör
| Namn                        | Nationalitet  | Ämbetsperiod |
| --------------------------- | ------------- | ------------ |
| Rolf Wagenführ              | Tyskland      | 1952–1966    |
| Raymond Dumas               | Frankrike     | 1966–1973    |
| Jacques Mayer               | Frankrike     | 1973–1977    |
| Aage Dornonville de la Cour | Danmark       | 1977–1982    |
| Pieter de Geus              | Nederländerna | 1982–1984    |
| Silvio Ronchetti            | Italien       | 1984–1987    |
| Yves Franchet               | Frankrike     | 1987–2003    |
| Michel Vanden Abeele        | Belgien       | 2003–2004    |
| Günther Hanreich            | Österrike     | 2004–2006    |
| Hervé Carré                 | Frankrike     | 2006–2008    |
| Walter Radermacher          | Tyskland      | 2008–2016    |
| Mariana Kotzeva             | Bulgarien     | 2017–        |